# Pokojewo
Pokojewo – wieś sołecka  w Polsce położona w województwie mazowieckim, w powiecie ciechanowskim, w gminie Opinogóra Górna.
| SIMC    | Nazwa         | Rodzaj    |
| ------- | ------------- | --------- |
| 0121710 | Osyski        | część wsi |
| 0121726 | Radzieje-Bedy | część wsi |
| 0121732 | Radzieje-Wity | część wsi |

Wierni Kościoła rzymskokatolickiego należą do parafii św. Mateusza w Zielonej.
W latach 1975–1998 miejscowość administracyjnie należała do województwa ciechanowskiego.